# HEART OF STONE
「HEART OF STONE」（ハート・オブ・ストーン）は1993年5月26日にZAIN RECORDSから発売されたT-BOLANの4枚目のアルバム。

## 概要
- ヒットシングル「すれ違いの純情」「おさえきれない この気持ち」「Bye For Now」を含む全11曲。

- ベストアルバム『BEST OF BEST 1000』では、当アルバムのジャケットをそのまま使用した。

- 自身初のオリコンアルバムチャート1位を獲得した作品。発売週で38.5万枚を売り上げ、3週連続で1位を獲得。

## 収録曲
| 全作詞: 森友嵐士。 |                               |           |           |                     |      |
| #                  | タイトル                      | 作詞      | 作曲      | 編曲                | 時間 |
| 1.                 | 「びしょ濡れの優しさの中」    | 森友嵐士  | 森友嵐士  | T-BOLAN・明石昌夫   | 3:22 |
| 2.                 | 「すれ違いの純情」            | 森友嵐士  | 織田哲郎  | T-BOLAN・葉山たけし | 4:03 |
| 3.                 | 「涙の笑顔」                  | 森友嵐士  | 森友嵐士  | T-BOLAN・葉山たけし | 4:52 |
| 4.                 | 「Only Lonely Crazy Heart」   | 森友嵐士  | 青木和義  | T-BOLAN・明石昌夫   | 4:09 |
| 5.                 | 「Shiny Days」                | 森友嵐士  | 森友嵐士  | T-BOLAN・葉山たけし | 5:50 |
| 6.                 | 「Out of Time」               | 森友嵐士  | 森友嵐士  | T-BOLAN・明石昌夫   | 4:06 |
| 7.                 | 「おさえきれない この気持ち」 | 森友嵐士  | 森友嵐士  | T-BOLAN・明石昌夫   | 5:07 |
| 8.                 | 「泥だらけのエピローグ」      | 森友嵐士  | 森友嵐士  | T-BOLAN・明石昌夫   | 3:19 |
| 9.                 | 「Friends」                   | 森友嵐士  | 森友嵐士  | T-BOLAN・葉山たけし | 3:43 |
| 10.                | 「Heart of Stone」            | 森友嵐士  | 森友嵐士  | T-BOLAN・葉山たけし | 5:06 |
| 11.                | 「Bye For Now」               | 森友嵐士  | 森友嵐士  | T-BOLAN・明石昌夫   | 4:38 |
| 合計時間:          | 合計時間:                     | 合計時間: | 合計時間: | 48:15               |      |

### 解説
1. びしょ濡れの優しさの中
2. すれ違いの純情
8thシングル。
3. 涙の笑顔
4. Only Lonely Crazy Heart
5. Shiny Days
大黒摩季がコーラスで参加している。
6. Out of Time
7. おさえきれない この気持ち
7thシングル。
8. 泥だらけのエピローグ
森友嵐士唯一の著書のタイトルにもなっている。
9. Friends
10. Heart of Stone
近藤房之助、坪倉唯子、川島だりあ、宇徳敬子、大田紳一郎らがコーラスとして参加している。
11. Bye For Now
6thシングル。

## 参加ミュージシャン
- 近藤房之助 - コーラス (#10)
- Qunchõ - コーラス (#10)
- 坪倉唯子 - コーラス (#10.11)
- 生沢佑一 from TWINZER - コーラス (#6.7)
- 栗林誠一郎 from ZYYG - コーラス (#7)
- 川島だりあ from FEEL SO BAD - コーラス (#1.4.6.8.9.10)
- 宇徳敬子 - コーラス（#1,10）
- 大黒摩季 - コーラス (#5)
- 和田恵子 - コーラス (#11)
- 大田紳一郎 from BAAD - コーラス (#1.4.8.10)
- 小野塚晃 from DIMENSION - オルガン・ピアノ (#3.5.9.10)
- 小島良喜 - オルガン・ピアノ (#4.6)